# Ližnjan
Ližnjan (tal. Lisignano) je općina u Hrvatskoj. Nalazi se u Istarskoj županiji. 

## Općinska naselja
Općina Ližnjan sastoji se od 5 naselja (stanje 2006.), to su: Jadreški,  Ližnjan, Muntić, Šišan – Sissano i Valtura.

## Zemljopis
Ližnjan je mjesto u jugoistočnoj Istri, 11 km istočno od Pule. U sastavu općine Ližnjan, uz Ližnjan, nalaze se još i Šišan, Jadreški, Valtura i Muntić. Samo mjesto se nalazi na uzvisini ponad mora (45 m/nv), iznad uvale Kuje.

## Stanovništvo
Prema popisu stanovništva iz 2001. godine, općina Ližnjan imala je 2989 stanovnika, a prema popisu na općinskim izborima 2005. godine – 3205, što čini najveći porast među istarskim općinama, uz općinu Medulin.
| broj stanovnika | 1436  | 1767  | 1884  | 2255  | 2625  | 3313  | 3303  | 3548  | 2837  | 2659  | 2636  | 2247  | 2221  | 2371  | 2945  | 3965  | 4087  |
|                 | 1857. | 1869. | 1880. | 1890. | 1900. | 1910. | 1921. | 1931. | 1948. | 1953. | 1961. | 1971. | 1981. | 1991. | 2001. | 2011. | 2021. |

| broj stanovnika | 364   | 448   | 517   | 582   | 683   | 916   | 825   | 864   | 790   | 737   | 703   | 642   | 646   | 763   | 989   | 1340  | 1445  |
|                 | 1857. | 1869. | 1880. | 1890. | 1900. | 1910. | 1921. | 1931. | 1948. | 1953. | 1961. | 1971. | 1981. | 1991. | 2001. | 2011. | 2021. |

## Povijest
Ližnjan se prvi puta spominje 1149. godine, kao Lisianum, iako neki smatraju da se spominje prvi put 990. kao seoska vila (villa) kada se naziva Liciniana ili Licinianum. Ime mjesta povezuju s rimskim rodovskim imenom nekadašnjeg vlasnika zemljišta Licinius. Ližnjan je vjerojatno bio važno naselje bizantskog doba (6-8. stoljeća), o čemu svjedoče ostaci jedne bizantske crkve iz 6. stoljeća, koja je bila podignuta na mjesta današnje mjesne crkve.
U rimsko doba područje oko Ližnjana bilo je ključno za nadzor prometnog čvora između uvale Budava gdje je bila glavna luka Histra i premanturskog rta, oko kojeg je prolazio cjelokupan promet sa sjevernog Jadrana prema jugu. Do 1331. Ližnjan je dio posjeda Pulske biskupije, a nakon toga potpada pod vlast akvilejskog patrijarha. Kao župa, Ližnjan se spominje 1582. godine. Prvi stanovnici Ližnjana dolaze na ove prostore s područja Sinja, Poljica i Imotskog. Od 14. stoljeća pa sve do kraja 18. stoljeća ovim prostorima upravljala je Mletačka Republika. U novijoj povijesti ovaj kraj potpao je pod francusku, austrijsku i talijansku vlast, potom je bio dio Jugoslavije i danas dio Republike Hrvatske.
Od 16. do 17. stoljeća nastaju nova sela – Valtura, Jadreški, Muntić, a nanovo je naseljen Ližnjan. Sredinom 16. stoljeća (1527.) u Ližnjanu je prvi puta izbila kuga i ponovila se 1631. s katastrofalnim posljedicama kada su po nekim pretpostavkama umrli gotovo svi stanovnici Ližnjana (prema popisu iz 1624. Ližnjan je brojio 200 stanovnika). Godine 1853. Ližnjan je imao 931 sanovnika. Ližnjan je 1855. zahvatila kolera koja je odnijela 19 života. Za Ližnjan je karakteristično da se desetljećima nije mijenjao broj stanovnika, a od 17. stoljeća prisutan je lagani porast. Jedini značajni pad stanovništva bilježi se tijekom Prvog svjetskog rata od 1915. – 1917., kada je većina stanovništva morala napustiti Ližnjan i otići u Češku, Austriju i Mađarsku.
Krajem Prvog svjetskog rata (16. studenog 1918.) pred obalama se dogodila pomorska tragedija talijanskog broda "Cesare Rossarol" u kojoj je izgubilo živote većina pripadnika posade jer je brod naletio na postavljenu podmorsku minu. U spomen na tragediju, ožalošćene obitelji su podigle 1919. spomenik nedaleko Rta Munat Veliki. Kroz desetljeća promijene različite vlasti od austrijske pa do talijanske uprave, Ližnjanci su po nacionalnom sastavu u golemoj većini bili Hrvati. Nakon podosta provedenih godina pod Italijom, njezinom kapitulacijom dolazi do masovnog ustanka naroda Istre, kojima su se pridružili stanovnici Ližnjana. U NOB-u pala su 135 borca općine Ližnjan (Ližnjan 17, Jadreški 29, Muntić 20, i Valtura 35 boraca) kojima su u znak zahvalnosti podignuti spomenici.

## Poznate osobe
U Ližnjanu su rođeni Joso Defrančeski (Ližnjan, 9. siječnja 1906. – Buenos Aires, sr. 1970-ih), hrvatski novinar, publicist i književnik najpoznatiji kao autor knjige C. i kr. ratni logori 1914. – 1918. iz 1937. koja je prvi cjelovit prikaz stradanja istarskih civila tijekom Prvog svjetskog rata, i Ante Defrančeski, hrvatski pedagog i pedagoški pisac.
U Ližnjanu je župnik bio mons. Ivan Grah, zaslužni hrvatski crkveni arhivist i povjesničar Istre, svećenik Porečke i Pulske biskupije.
Iz Ližnjana je Ljudmila Vodinelić, hrv. učiteljica, rodoljupka, antifašistica, narodnjakinja i žrtva jugokomunističkog režima.

## Spomenici i znamenitosti
U blizini uvale Kuje je i crkva Gospa od Kuj iz XVII st. (nedavno obnovljena) s ostacima mozaika nekadašnje Villa Rustica koji se nalaze pod staklenim podom.
U samom mjestu stoji crkva Sv. Martina iz XIX st. (1879.g.). Na starom groblju nadgrobni spomenici spominju godinu 1872.

## Kultura
U Ližnjanu su 2011. pokrenuti Knjižnica i književno svratište ZVONA i NARI u kojima borave i nastupaju književnici iz Hrvatske i svijeta. Do lipnja 2015. u svratištu je boravilo i/ili nastupalo preko 100 gostiju, iz Istre i Hrvatske, ali i iz Italije, Srbije, BiH, Mađarske, Lihtenštajna, Njemačke, Danske, Argentine, Indije, Belgije, Francuske, Nizozemske, Slovenije, Austrije i SAD-a.

## Šport
U Ližnjanu djeluje nogometni klub NK Ližnjan.
Ližnjan ima i uspješne veslače. Budući da nema veslački klub, veslači treniraju i veslaju za medulinski veslački klub.
Ližnjan također ima i podvodno sportsko ribolovnu ronilačku udrugu Marlera Ližnjan, čiji članovi sudjeluju na regionalnim, državnim, te međunarodnim natjecanjima.

## Zanimljivosti
U neposrednoj blizini je bio prvi istarski grad Nezakcij, koji datira u antiku. Prema legendi je u Nezakciju zakopan zlatni telac od 250 kilograma.

## Vanjske poveznice
- Službene stranice Općine Ližnjan